# Nedžad Husić
Nedžad Husić est un taekwondoïste bosnien né le 15 septembre 2001 à Sarajevo.

## Carrière
Nedžad Husić remporte la médaille d'argent dans la catégorie des moins de 74 kg aux championnats d'Europe de 2021 à Sofia, s'inclinant en finale contre le Polonais Karol Robak.
Lors des Jeux de Tokyo en 2021, il perd le match pour la médaille de bronze dans la catégorie des moins de 68 kg contre le Turc Hakan Reçber.
Il remporte la médaille d'argent dans la catégorie des moins de 74 kg aux championnats d'Europe de 2022 à Manchester, s'inclinant en finale contre le Serbe Stefan Takov.

## Palmarès

### Championnats d'Europe
- Médaille d'argent dans la catégorie des moins de 74 kg aux Championnats d'Europe de taekwondo 2021
- Médaille d'argent dans la catégorie des moins de 74 kg aux Championnats d'Europe de taekwondo 2022

### Jeux européens
- Médaille d'argent dans la catégorie des moins de 74 kg aux Jeux européens de 2023